# Alexandre Benalla
Pour les articles homonymes, voir Benalla.
Alexandre Benalla, né le 8 septembre 1991 à Évreux (Eure), est un responsable de sécurité et agent public contractuel français.
En 2012, il fait partie de l'équipe de sécurité de la campagne de François Hollande. Après le départ d'Emmanuel Macron du gouvernement Valls II, Alexandre Benalla se rapproche de l'ancien ministre et est engagé comme directeur de la sûreté et de la sécurité d'En marche durant la campagne présidentielle en 2017. 
Après l'élection d'Emmanuel Macron, il est engagé comme chargé de mission par le cabinet présidentiel. En juillet 2018, il est accusé d'avoir usurpé la fonction de policier, interpellé et violenté un couple de personnes qui avait lancé des projectiles sur des CRS lors d'une des manifestations du 1er mai 2018 à Paris. 
Cet événement est le point de départ de l'affaire Benalla, dans le cadre de laquelle il est condamné en 2021 en première instance, et en 2023 en appel à trois ans d’emprisonnement dont un an ferme sous bracelet électronique. Sa condamnation à un an de prison ferme est définitivement confirmée en juin 2024.

## Biographie

### Enfance et études
Alexandre Benalla naît Maroine Benalla le 8 septembre 1991 à Évreux, dans le département de l'Eure. Son père, né au Maroc, est professeur de chimie ; sa mère, arrivée du Maroc en 1980, est professeur de mathématiques,. Il passe son enfance avec sa mère dans la ZUP de La Madeleine, quartier périphérique d’Évreux dit « sensible ».
Alors que ses parents sont séparés, son père, qu'il décrit comme violent, tente de l'emmener au Maroc à trois reprises. Sa mère le cache et change en 1995 son prénom, Maroine, pour Alexandre,. 
À l'école, ses instituteurs le qualifient d'« intelligent, mais dissipé ». Il développe très jeune un goût pour la sécurité. Il sollicite et obtient en ayant écrit à Nicolas Sarkozy en 2006, à l'âge de 14 ans, lorsqu'il est en troisième, un stage d'observation de trois jours auprès du Service de protection des hautes personnalités (SPHP),, ; précédemment, le même ministre de l'Intérieur lui a refusé le stage au sein du RAID qu'il réclamait. Il effectue ses études secondaires au lycée Augustin-Fresnel à Bernay (Eure). Il joue au rugby dans l'équipe UNSS de Fresnel,. En juin 2007, à 15 ans, il est stagiaire-sécurité au festival du film de Cabourg où il est garde du corps notamment de Marion Cotillard,. 
En 2009, il entre en licence de droit à l'université de Rouen-Normandie et valide celle-ci en 2013. Il s'inscrit ensuite dans un master en administration, spécialité « sécurité publique », à la faculté de droit de Clermont-Ferrand, mais ne valide que la première année.

### Parcours professionnel
En 2010, il effectue une formation de gendarme réserviste opérationnel à Melun (Seine-et-Marne), période durant laquelle il rencontre le capitaine Vincent Crase puis le commandant de peloton Sébastien Lecornu,.

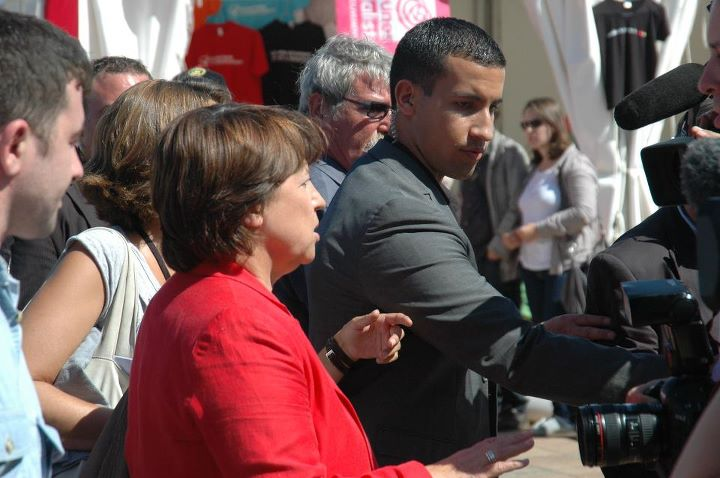
Alexandre Benalla (à droite) accompagnant Martine Aubry (2011).

Formé à la sécurité politique par Éric Plumer, responsable national du service d'ordre du Parti socialiste, il est, à partir de 2010, membre du Mouvement des jeunes socialistes, puis il travaille à partir de 2011 pour le service d'ordre du parti. Alexandre Benalla est ainsi chargé de la protection de Martine Aubry pendant la primaire socialiste de 2011,,.

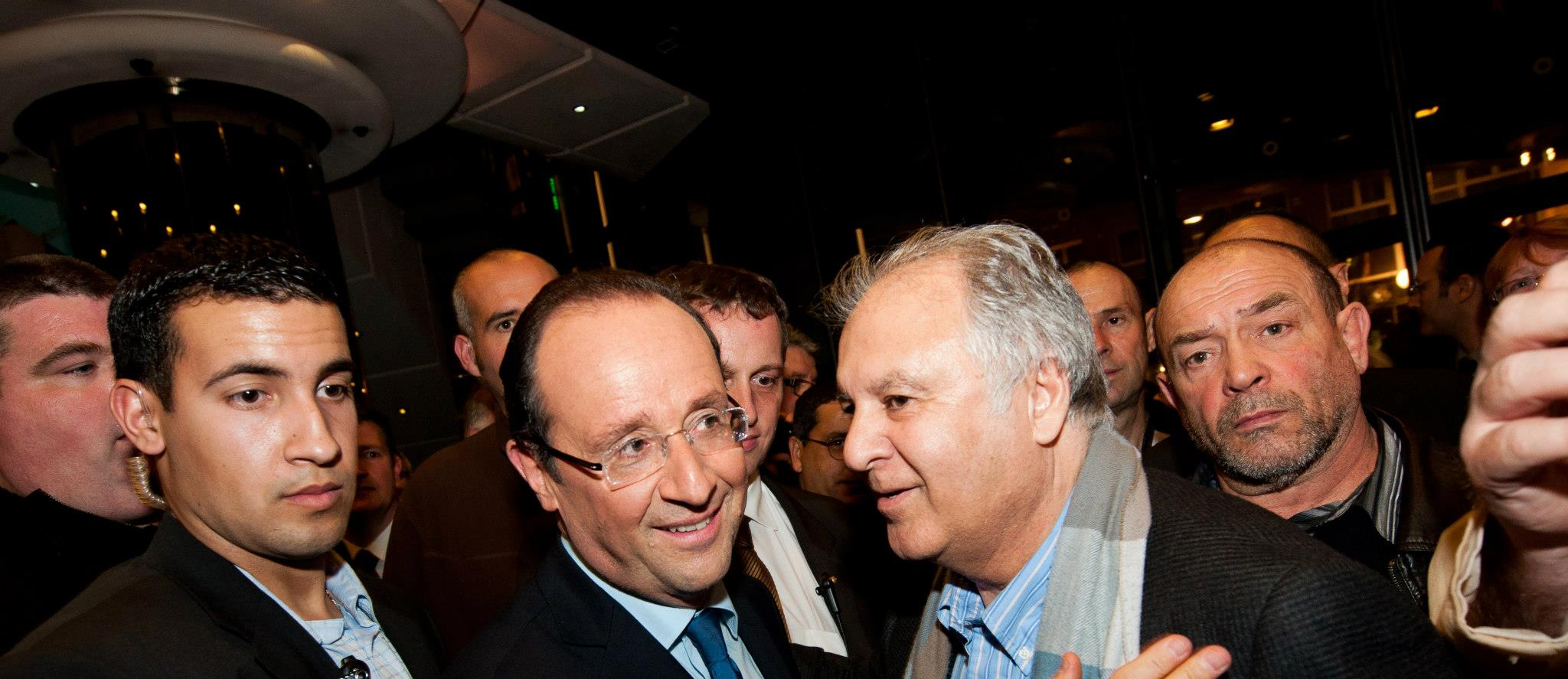
Benalla, garde rapprochée de François Hollande (2013)

Il fait partie l'année suivante de l'équipe de sécurité de la campagne de François Hollande, entre mars et juin 2012,,
En 2012, Alexandre Benalla est aussi chauffeur d'Arnaud Montebourg, ministre du Redressement productif, pendant une courte période. Sa rupture de contrat fait l'objet de versions contradictoires. Selon le ministre, dans une déclaration qu'il réaffirme le 3 septembre 2018, elle s'effectue au bout d'une semaine car Alexandre Benalla lors d'un accident qu'il provoque aurait voulu prendre la fuite,,. Cependant l'entourage d'Alexandre Benalla conteste l'affirmation d'Arnaud Montebourg, et le magazine people Closer donne une autre explication au licenciement, évoquant un conflit à la suite d'un incident où le ministre aurait emprunté le boulevard périphérique à vélo,. Alexandre Benalla, lors de son audition devant la commission sénatoriale en septembre 2018, déclare avoir travaillé 3 mois au cabinet d'Arnaud Montebourg, et en être parti pour d'autres raisons que celles qui ont pu être données. 
En mars 2015, Alexandre Benalla participe à une sensibilisation de cinq jours au sein de l'Institut national des hautes études de la sécurité et de la justice, lors d'une session régionale « jeunes » en Île-de-France. À partir de juillet 2016, il travaille bénévolement pendant quatre mois comme « conseiller chargé des jeunes et de la banlieue » et comme chef de cabinet auprès de Jean-Marc Mormeck, le délégué interministériel pour l'égalité des chances des Français d'outre-mer,.

#### Militaire réserviste
À l’issue d’une préparation militaire dans la gendarmerie, Alexandre Benalla intègre la réserve opérationnelle « de sécurité publique » de la Gendarmerie le 25 juin 2009, dans le département de l’Eure, où il effectue pendant six ans comme gendarme-adjoint, au gré de ses convocations, un travail de sécurité publique générale. Il exerce en 2010 sous l’autorité du commandant de peloton Sébastien Lecornu qui était par ailleurs membre du cabinet du ministre de l’Agriculture, Bruno Le Maire. Entre 2009 et 2015, il sert ainsi au total pendant 194 jours. Ayant donné satisfaction, il est nommé brigadier le 1er décembre 2015. 
En 2017, il est radié à sa demande de la réserve opérationnelle « de sécurité publique » de la Gendarmerie, et il est intégré le 20 octobre 2017 dans la réserve opérationnelle « spécialiste » de la Gendarmerie avec le grade de lieutenant-colonel. Il s’agit de le faire participer à un groupe de travail et de réflexion sur l’amélioration de la sécurité des emprises militaires de la gendarmerie. C'est sur proposition du directeur général de la Gendarmerie nationale, Richard Lizurey, qu'il est nommé au grade de lieutenant-colonel alors que les services instructeurs avaient, eux, envisagé un grade, inférieur, de commandant.

#### Campagne d'Emmanuel Macron
Emmanuel Macron quitte Bercy le 30 août 2016. Avant l'annonce de sa candidature à l'élection présidentielle de 2017, le 16 novembre 2016, il ne dispose pas de protection rapprochée officielle. Alexandre Benalla se rapproche d'Emmanuel Macron à ce moment, et intervient bénévolement pour En marche. 
Le 5 décembre 2016, Benalla est engagé comme responsable de sécurité d'En marche. Pendant cette campagne, il s'entoure d'un groupe, surnommé la « bande d'Alexandre » et comprenant Christian Guédon, Pierre-Yves Baratier et Vincent Crase.

#### Chargé de mission à l'Élysée
Après la victoire d'Emmanuel Macron en 2017, il intègre le palais de l'Élysée en qualité de chargé de mission dans le cabinet présidentiel dirigé par le préfet Patrick Strzoda, devient l'un des deux adjoints du chef de cabinet François-Xavier Lauch, où il joue un rôle de coordination entre les différents services chargés de la sécurité du président. 
Alexandre Benalla obtient un permis de port d'armes de la préfecture de police le 13 octobre 2017 en poste à l'Élysée, à la suite d'une demande du directeur de cabinet Patrick Strzoda.
Il participe à des groupes de travail sur un projet de réorganisation de la sécurité du président de la République. Le projet porte sur le rapprochement du GSPR, chargé de la sécurité à l'extérieur du palais de l'Élysée, et le commandement, chargé de l'intérieur.
Selon plusieurs sources, Alexandre Benalla vit dans l'intimité du président de la République Emmanuel Macron et de sa femme Brigitte, jusqu'à en devenir proche : il les accompagne dans leurs déplacements et activités publiques et privés, au ski, au tennis, ou pendant les vacances,,,,,,. D'après Le Monde, Benalla faisait partie du « premier cercle » d'Emmanuel Macron, qui s'était entouré d'un petit groupe de « fidèles ».
Alexandre Benalla est initié franc-maçon au sein de la Grande Loge nationale française en janvier 2017. Ayant peu fréquenté sa loge (« Les Chevaliers de l'Espérance »), il en est suspendu à titre conservatoire le 24 juillet 2018 au moment où éclate l'affaire qui porte son nom.
Il habite alors à Issy-les-Moulineaux (Hauts-de-Seine) et demande à bénéficier d'un appartement en 2018, au palais de l'Alma (dépendance du palais de l'Élysée sise quai Branly,), ce qui lui est attribué mais ce logement de 70 m2 n'aurait finalement pas été occupé.

#### Activités commerciales et internationales
En 2018, il est révélé plusieurs rencontres d'Alexandre Benalla avec l'homme d’affaires franco-algérien Alexandre Djouhri à Londres, ville où il a été interpellé en janvier 2018 dans l'attente de son extradition vers la France, dans le cadre de l'affaire Sarkozy-Kadhafi. Par ailleurs, trois semaines avant la visite d'Emmanuel Macron au Tchad fin décembre 2018, Alexandre Benalla rencontre le frère du président tchadien, Oumar Déby, alors que la France négociait des ventes d'armes avec ce pays, ce qui amène le président de la République à démentir tout statut de représentant de l’État à Alexandre Benalla. Cependant, celui-ci voyageait, selon des informations récoltées par Mediapart, avec un passeport diplomatique émis le 24 mai 2018 par le gouvernement français. Le ministère des Affaires étrangères affirme avoir demandé à Alexandre Benalla de rendre ce passeport dès le mois de juillet 2018. En janvier 2019, devant la commission des lois du Sénat, le directeur du cabinet du président de la République, Patrick Strzoda, affirme qu’Alexandre Benalla a utilisé une vingtaine de fois ses passeports diplomatiques après son licenciement, entre le 1er août et le 31 décembre 2018. Patrick Strzoda ajoute que Benalla a possédé aussi deux passeports de service en plus des deux passeports diplomatiques, et qu'il soupçonne que la demande de l'un d'entre eux ait été faite par le biais d'un document falsifié par Alexandre Benalla,,.
Depuis son départ de l'Élysée, Alexandre Benalla travaille avec l'homme d'affaires franco-israélien Philippe Hababou Solomon, qui a été conseiller spécial de l'ancien président sud-africain Jacob Zuma et qui exerce dans la diplomatie privée en Afrique pour le compte de gouvernements. Benalla s'est notamment rendu au Cameroun où il a rencontré le chef d'état-major et le directeur du cabinet de Paul Biya. Selon Philippe Hababou Solomon, lui et Alexandre Benalla ont fait deux tournées à l'automne 2018, la première en Turquie et en Israël en compagnie d'une délégation indonésienne pour discuter de cybersécurité, et la seconde en Afrique (Cameroun, Congo et Tchad,).
Selon Mediapart, en novembre 2018, Alexandre Benalla est inscrit en tant que salarié de la société France Close Protection, liquidée judiciairement en septembre 2019, dirigée par un proche et logée dans le même centre de domiciliation que Mars, une société de sécurité qui appartient à Vincent Crase (gendarme réserviste chargé de sécurité à LREM). Selon Libération, qui analyse l'enquête de Mediapart, la société Mars aurait signé un contrat avec un oligarque russe, Iskandar Makhmudov, « contrat d’autant plus compromettant qu’il aurait été négocié pour le compte de Benalla alors que ce dernier travaillait encore à l’Élysée », et la société France Close Protection aurait été créée à l'initiative d'Alexandre Benalla et Vincent Crase pour « changer de circuit financier »,. Toujours selon Mediapart, Alexandre Benalla, qui a perçu des indemnités de retour à l'emploi après son licenciement de l’Élysée, touche en décembre 2018 un premier salaire de France Close Protection de 12 474 euros,. Dans le cadre de cette affaire du contrat avec l'oligarque russe, une enquête préliminaire est ouverte début février 2019 par le parquet national financier pour « corruption ». En décembre 2021, Alexandre Benalla et son épouse sont placés en garde à vue dans l'affaire des contrats russes.
En mai 2020, Alexandre Benalla rencontre secrètement le nouveau président de Guinée-Bissau, Umaro Sissoco Embaló, en compagnie d’un membre actuel de l’état-major particulier de l’Élysée, Ludovic Chaker.
En septembre 2021, il annonce la mort d'Abdelaziz Bouteflika une heure avant son officialisation.
En mars 2023, Mediapart accuse l’ancien conseiller d’Emmanuel Macron, qui avait travaillé pour l’ambassade des Émirats arabes unis à Paris, d’avoir également été en lien avec la société Alp Services. Selon le media en ligne, cette « société d’intelligence économique basée en Suisse » « a procédé à des missions de renseignement privées pour le compte des Émirats, en lien avec un agent secret d’Abu Dhabi ».

#### Engagement politique
Durant l'année 2019, Alexandre Benalla se rend à plusieurs reprises à Saint-Denis, où il fait courir la rumeur de sa candidature aux élections municipales de 2020, avant d'y renoncer en décembre 2019.

### Affaire Benalla
Alexandre Benalla est accusé d'avoir, lors d'une des manifestations du 1er mai 2018 à Paris, usurpé la fonction de policier, et violenté un couple de personnes, en participant à leur interpellation, après que celles-ci ont jeté des objets contondants sur les agents d'une compagnie de CRS. Une fois l'affaire révélée, l'Élysée affirme qu'Alexandre Benalla a été mis à pied pendant quinze jours en mai, avec rétrogradation. Cette mise à pied n'est cependant accompagnée d'aucune perte de salaire et aucune poursuite judiciaire n'est déclenchée, avant que l'affaire n'éclate en juillet 2018. Il est également reproché à Alexandre Benalla, par des vidéos dévoilées au mois de juillet, d'avoir participé le même jour à une autre interpellation au Jardin des plantes.
À la suite des révélations du Monde, Alexandre Benalla est mis en examen pour « violences en réunion n’ayant pas entraîné d’incapacité temporaire de travail », « immixtion dans l’exercice d’une fonction publique en accomplissant des actes réservés à l’autorité publique », « port et complicité de port prohibé et sans droit d’insignes réglementés par l’autorité publique », « recel de violation du secret professionnel » et « recel de détournement d’images issues d’un système de vidéo protection ». Une procédure de licenciement est également engagée par l’Élysée contre lui.
Deux commissions d'enquêtes parlementaires sont créées, une pour l'Assemblée nationale, et l'autre pour le Sénat, en principe indépendantes des affaires judiciaires ouvertes. Alexandre Benalla est entendu sous serment par la Commission des Lois du Sénat, le 19 septembre 2018.
Le doute des partis d'opposition et de certains médias sur la réalité des sanctions et la communication controversée de l’exécutif amplifient la polémique, qui atteint un niveau international. Les partis d'opposition, rejoints par une partie des médias, reprochent au cabinet présidentiel de ne pas avoir signalé les faits au procureur de la République de Paris, s'étonnent de ce qu'ils considèrent comme des privilèges accordés sans justification apparente à Alexandre Benalla (son port d'arme, un logement attribué, un badge d'accès à l'Assemblée nationale, un téléphone ultra-sécurisé Teorem, une voiture de service avec pare-soleil « police », phares spécifiques et autorisations spéciales,,,,,) et craignent l'apparition d'une police parallèle hors contrôle destinée à la protection du chef de l'État. Cette affaire met en lumière des dysfonctionnements au niveau de l'Élysée, ce que reconnaît Emmanuel Macron lors d'une réunion organisée le 22 juillet au palais de l'Élysée.
Le 4 septembre 2020, le parquet de Paris annonce avoir requis le renvoi devant un tribunal d’Alexandre Benalla dans l’affaire des passeports diplomatiques suspecté d’avoir été indûment utilisés après son renvoi de l’Élysée. Il est également soupçonné d’avoir réalisé des faux. Dans ce cadre, il est renvoyé en correctionnelle. Il est jugé du 13 septembre au 1er octobre 2021 pour les violences commises lors de la manifestation du 1er mai 2018 et l'utilisation frauduleuse de passeports diplomatiques. Le 5 novembre 2021, Alexandre Benalla est condamné par le tribunal de Paris à trois ans de prison, dont un ferme sous bracelet électronique. Il fait appel du jugement. L'audience d'appel est reportée au 9 juin 2023.
Le 14 décembre 2021, Alexandre Benalla et son épouse sont placés en garde à vue, dans le cadre d'une enquête sur des soupçons de corruption autour d'un contrat de sécurité signé entre l'oligarque russe Iskandar Makhmudov et l'ancien gendarme Vincent Crase.
Il est condamné le 29 septembre 2023 en appel à trois ans d’emprisonnement dont un an ferme sous bracelet électronique. Le 26 juin 2024, la Cour de cassation rejette le pourvoi formé par l'ex-chargé de mission de l'Élysée, rendant définitive sa condamnation à trois ans de prison dont un an ferme. Mais il n’ira pas en prison car la cour d’appel a aménagé la partie ferme de sa peine. Un juge d’application des peines en déterminera les conditions.
Le 30 août 2024, un non-lieu dans l'enquête portant sur une possible dissimulation de preuves qu'aurait constituée la disparition à son domicile d'Issy-les-Moulineaux de coffres-forts contenant ses armes, est rendue par un juge d'instruction de Paris.

## Publication
- Alexandre Benalla, Ce qu'ils ne veulent pas que je dise, Plon, 2019  (ISBN 978-2-2592-7880-5).